# ジャック・オベール
ジャック・オベール（Jacques Aubert, 1689年9月30日 - 1753年5月19日）は、フランスの作曲家、ヴァイオリニスト。

## 生涯
パリ出身。ジャン＝バティスト・スナイエに師事した後、コンデ公ルイ・アンリにヴァイオリニストとして仕える。宮廷の弦楽合奏団「フランス王の24のヴィオロン」のメンバーを経て、1728年から1752年までパリ国立オペラのコンサートマスターを務めた。また1729年から10年以上にわたってコンセール・スピリチュエルにもたびたび出演し、アルカンジェロ・コレッリやアントニオ・ヴィヴァルディの作品を取り上げるとともに、『4つのヴァイオリンと通奏低音のための協奏曲』などの自作曲を演奏した。これらの活動により、ジャン＝ジョゼフ・ド・モンドンヴィルやジャン＝マリー・ルクレールとともに、フランス音楽にイタリア的なヴィルトゥオーシティをもたらした。
ベルヴィルで死去。息子のジャン＝ルイ・オベールも音楽家であり、また劇作家・詩人・ジャーナリストとして活躍した。

## 文献
- François-Joseph Fétis: Biographie universelle des musiciens et bibliographie génèrale de la musique (1860)